# Дорогостайский, Николай
Николай Дорогостайский (ок. 1530 — 28 января 1597) — государственный и военный деятель Великого княжества Литовского, стольник великий литовский (1566—1576), воевода полоцкий (1576—1597), староста волковысский и лепельский (с 1577).

## Биография
Представитель шляхетского рода Дорогостайских герба «Лелива». Сын Николая Петровича Дорогостайского.
В марте 1566 года Николай Дорогостайский получил чин стольника Великого княжества Литовского. В 1576 году был назначен воеводой полоцким. В 1577 году получил во владение староства волковысское и лепельское.
Участвовал в разработке Статута ВКЛ (1566) и подготовке Люблинской унии (1569).
Николай Дорогостайский принимал участие в Ливонской войне с Русским государством (1558—1582). В 1579 году он отличился во время взятии польско-литовской армией Полоцка, за что король Речи Посполитой Стефан Баторий назначил его комендантом Полоцкого замка. В 1580 году руководил взятием замка Невель.
Один из лидеров реформаторского движения в Великом княжестве Литовском.

## Владения
"Попис войска литовского 1567 года" отображает следующие владения Николая Дорогостайского:
"Месяца октебра 13 дня. Пан Миколай Дорогостайский, столник господарский, ставил почту з ыменей своих - з ыменья Ошменского, Войславенского и Жоснянского, в повете Ошменском лежачих, коней сем; з ыменья Новодворского, з ыменья Станковского в повете Менском лежащих, а к тым именьям данники Вирненские, и в Рогачове коней шесть; з ыменья Кортянского в земли Жомойтской коней десеть; з ыменья Гринковского в повете Упицком кони два; з ыменья Покгир в повете Виленском конь один. Всих коней оказал с повинности двацать осм; то есть по гусарску - с тар., древ., пнцр., при.; а особливе по казацку коней осм - з сагай., з рогати.. Всих коней тридцать шесть. Он же ставил драбов осмнадцать з ручни., з мечи, з секирки".

## Семья и дети
Был женат на Анне Войне, от брака с которой имел двух сыновей:
- Кшиштоф Николай Дорогостайский (1562—1615), стольник великий литовский (1588), кравчий великий литовский (1590), подчаший великий литовский (1592), маршалок надворный литовский (1596—1597), маршалок великий литовский (1597—1615), староста волковысский и др.
- Пётр Дорогостайский (1569—1611), каштелян минский (1597—1600), воевода мстиславский (1600—1605) и смоленский (1605—1611)